# Eye Hill No 382
Eye Hill No 382 est une municipalité rurale en Saskatchewan au Canada. Elle a été fondée le 12 décembre 1910. Elle est située dans le Centre-Ouest de la province près de la frontière avec l'Alberta. Lors du recensement de 2001, elle avait une population de 700 habitants. Son siège est situé à Macklin. La municipalité rurale comprend également le village de Denzil.

## Démographie
| 2001 | 2006 | 2011 | 2016 |
| ---- | ---- | ---- | ---- |
| 700  | 650  | 614  | 590  |